# Кільєко
Кільєко (ісп. Quilleco) — селище в Чилі. Адміністративний центр однойменної Комуна комуни. Населення — 1969 чоловік (2002). Селище і комуна входить до складу провінції Біобіо та регіону Біобіо.
Територія комуни — 1121,8 км². Чисельність населення — 10 462 мешканців (2007). Щільність населення — 9,33 чол./км².

## Розташування
Селище розташоване за 119 км на південний схід від адміністративного центру області — міста Консепсьйон та за 33 км на схід від адміністративного центру провінції — міста Лос-Анхелес.
Комуна межує:
- на північному сході — з комунами Антуко, Тукапель
- на сході — з комуною Санта-Барбара
- на півдні — з комуною Санта-Барбара
- на заході — з комуною Лос-Анхелес

## Демографія
Згідно з даними, зібраними під час перепису Національним інститутом статистики, населення комуни становить 10 462 особи, з яких 5384 чоловіки та 5078 жінок.
Населення комуни становить 0,53 % від загальної чисельності населення області регіону Біобіо. 40,79 % належить до сільського населення та 59,21 % — міське населення.

### Найважливіші населені пункти комуни
- Кільєко (селище) — 1969 осіб
- Вілья-Мерседес (селище) — 1799 осіб
- Лас-Кантерас (селище) — 1718 осіб